# SatMex-8
SatMex-8 — коммерческий геостационарный телекоммуникационный спутник, принадлежащий мексиканскому спутниковому оператору «Satmex» (Satelites Mexicanos S.A. de C.V.), запущенный
21 марта 2013 года с космодрома Байконур для замены телекоммуникационного спутника «SatMex-5», срок службы которого заканчивается. Спутник изготовлен американской компанией «SSL» (Space Systems/Loral).

## Конструкция
Коммерческий телекоммуникационный спутник «SatMex-8» изготовлен калифорнийской компанией «Space Systems/Loral» по заказу мексиканской спутниковой компании «Satelites Mexicanos S.A. de C.V.».
Спутник изготовлен на базе спутниковой платформы SS/L 1300 со сроком службы не менее, чем 15 лет и предназначен для исполнения роли коммуникационного спутника связи для передачи разного рода данных на территории Центральной Северной и Южной Америки.
Спутник оборудованный двумя солнечный панелями и набором аккумуляторов, трёхосной системой ориентации в пространстве и плазменной двигательной установкой для коррекции своего положения на геостационарной орбите. Общий вес спутника составляет около 5 475 кг.
Модуль полезной нагрузки составляет 24 транспондеров C-диапазона и 40 Ku-диапазона:
- C-диапазон представлен передатчиками номинальной мощностью 65 Вт для вещания на частотах от 24 МГц до 36 МГц в зоне глобального луча (Hemi Beam) и позволяет покрыть территорию Южной, Центральной и частично Северной Америки;[2]
- Ku-1 диапазон представлен передатчиками номинальной мощностью 150 Вт для вещания на частотах от 15 МГц до 36 МГц и 1—54 МГц в зоне соглашения НАФТА и позволяет покрыть территорию Центральной и частично Северной Америки;[2]
- Ku-2 диапазон представлен передатчиками номинальной мощностью 150 Вт для вещания на частотах от 7 МГц до 36 МГц и 1—54 МГц в зоне глобального луча(Hemi Beam) и позволяет покрыть территорию Центральной Америки;
- Ku-3 диапазон представлен передатчиками номинальной мощностью 150 Вт для вещания на частотах от 15 МГц до 36 МГц и 1—54 МГц в зоне ограниченной зоне Южноамериканского луча (South America Beam) и позволяет частично покрыть территорию Южной Америки;[2]

## Запуск
21 марта 2013 года c 39-й пусковой установки стартового комплекса № 200 космодрома «Байконур», с помощью ракета-носителя «Протон-М» и разгонного блока «Бриз-М» был запущен мексиканский телекоммуникационный спутник «Satmex-8».
| Циклограмма запуска | Циклограмма запуска                                             |
| Время               | Событие                                                         |
| ------------------- | --------------------------------------------------------------- |
| T-0:00:02.5         | Зажигание стартового двигателя                                  |
| T-0:00:00.9         | Выход ДУ I-ступени на 100 % тяги                                |
| T-0                 | отрыв                                                           |
| T+0:01:02.0         | Максимальное динамическое давление                              |
| T+0:02:00.0         | Отделение I-ступени                                             |
| T+0:05:27.0         | Отделение II-ступени                                            |
| T+0:05:47.0         | Отделение обтекателя головной части                             |
| T+0:09:42.0         | Отделение III-ступени                                           |
| T+0:11:46.0         | Зажигание ДУ РБ Бриз-М (время работы ДУ — 4 мин 27 сек)         |
| T+0:16:13.0         | Выключение ДУ РБ Бриз-М                                         |
| T+1:07:33.0         | Повторный запуск ДУ РБ Бриз-М (время работы ДУ — 17 мин 46 сек) |
| T+1:25:19.0         | Выключение ДУ РБ Бриз-М                                         |
| T+3:28:30.0         | Третий запуск ДУ РБ Бриз-М (время работы ДУ — 12 мин 59 сек)    |
| T+3:41:29.0         | Выключение ДУ РБ Бриз-М                                         |
| T+3:42:19.0         | Отделения кожуха ПГ                                             |
| T+3:43:46.0         | Четвертый запуск ДУ РБ Бриз-М (время работы ДУ — 4 мин 31 сек)  |
| T+3:48:17.0         | Выключение ДУ РБ Бриз-М                                         |
| T+8:51:35.0         | Пятый запуск ДУ РБ Бриз-М (время работы ДУ — 7 мин 31 сек)      |
| T+8:59:06.0         | Выключение ДУ РБ Бриз-М                                         |
| T+9:13:00.0         | Отделение модуля ПГ                                             |

### Программа запуска
Перед выходом на геостационарную орбиту можно выделить четыре орбитальных точки движения спутника «SatMex-8»:
- Парковочная орбита[3]

Перицентр — 173 км;
Апоцентр — 173 км;
Наклонение — 51,5°.
- Средняя орбита[3]

Перицентр — 270 км;
Апоцентр — 5 000 км;
Наклонение — 50,3°.
- Переходная орбита[3]

Перицентр — 425 км;
Апоцентр — 35 800 км;
Наклонение — 49,1°.
- Геостационарная переходная орбита[3]

Перицентр — 6 159 км;
Апоцентр — 35 786 км;
Наклонение — 18,38°.
В целом запуск и установка спутника прошла успешно в штатном режиме.